# Еберхардина София Юлиана фон Йотинген
Еберхардина София Юлиана фон Йотинген-Йотинген (на немски: Eberhardine Sophie Juliane von Oettingen-Oettingen; * 20 октомври 1656 в Йотинген; † 23 март 1743 в Шилингсфюрст) е графиня от Йотинген-Йотинген и чрез женитба графиня на Йотинген-Валерщайн в Швабия, Бавария.
Тя е най-малката дъщеря на граф Йоахим Ернст фон Йотинген-Йотинген (1612 – 1659) и третата му съпруга пфалцграфиня Анна София фон Пфалц-Зулбах (1621 – 1675), дъщеря на пфалцграф Август фон Пфалц-Зулцбах (1582 – 1632) и принцеса Хедвиг фон Холщайн-Готорп (1603 – 1657).
Тя умира на 23 март 1743 г. в Шилингсфюрст, Бавария, на 86 години.

## Фамилия
Еберхардина се омъжва на 1 март 1678 г. във Валерщайн за граф Филип Карл фон Йотинген-Валерщайн (24 януари 1640 – 27 август 1680), третият син на граф Ернст II фон Йотинген-Валерщайн (1594 – 1670) и Мария Магдалена Фугер (1606 – 1670). Те имат две деца:
- Йозеф Антон Карл (* 28 юни 1679; † 14 април 1738 във Виена), граф на Йотинген-Валерщайн, женен на 24 януари 1702 г. в Нойбург за графиня Мария Агнес Магдалена Фугер фон Глот (* 21 октомври 1680; † 17 юни 1753)
- Мария Анна Елеонора София фон Йотинген (* 28 август 1680; † 8 септември 1749 в Шилингсфюрст), сгодена на 28 декември 1718 г. във Валерщайн, омъжена на 6 януари 1719 г. във Валерщайн за граф Филип Ернст фон Хоенлое-Валденбург-Шилингсфюрст (* 29 декември 1663; † 29 ноември 1759), от 1744 г. княз

Еберхардина София Юлиана фон Йотинген-Йотинген се омъжва втори път на 1 февруари 1684 г. за граф Франц Йозеф Игнац фон Тауфкирхен цу Щраубинг († 31 юли 1726), най-малкият син на фрайхер Йохан Хохбранд фон Тауфкирхен (1619 – 1679) и фрайин Мария Максимилиана фон Тумберг цу Клебщайн (1514 – 1594). Тя е втората му съпруга. Те имат един син:
- Йохан Йозеф Антон Карл фон Тауфкирхен (* 1702; † 25 октомври 1774 в Бон), женен за Терезия Едмунда Йохана Катарина фон Лоен (* 1712; † 31 декември 1734)